# Marelli Automotive Lighting Jihlava
Marelli Automotive Lighting Jihlava (Czech Republic) s.r.o. (dříve Automotive Lighting s.r.o.) je největším producentem automobilových světlometů v Evropě. Sídlí v jihlavské průmyslové zóně Pávov. Náhradní díly pro světlomety jsou vyráběny v nedaleké obci Střítež. Firma patří pod japonský koncern Calsonic Kansei a působí v 24 městech na 4 kontinentech. Celkem společnost zaměstnává přes 18 000 zaměstnanců. Jihlavské vývojové centrum je druhé největší ze všech závodů Automotive Lighting.

## Historie
Založena byla 29. května 1997 jako součást německé firmy Robert Bosch GmbH. O dva roky později do podniku vstopila italská společnost Magneti Marelli z koncernu Fiat. V roce 2003 se přes německou společnost Automotive Ligting Reutlingen GmbH stala Magnetti Marelli jediným vlastníkem společnosti. V roce 2013 byla uvedena do provozu první část nového logistického distribučního systému, který byl plně automatizovaný. O rok později byla rozšířena výrobní hala. Část nové střechy se při zatěžkávací zkoušce zřítila a zranila jednoho ze zaměstnanců. V roce 2018 se nový ředitel automobilky Fiat Chrysler Mike Manley rozhodl společnost Magnetti Marelli (a s ní i jihlavský závod) prodat japonské společnosti Calsonic Kansei.

## Zákazníci
Mezi největší odběratele patří BMW. Přední světlomety z Marelli Automotive Lighting Jihlava lze nalézt na těchto modelech: BMW 4, BMW 6, BMW X3, BMW X5 a BMW Mini. Dalším velkým zákazníkem je Volkswagen, pro které firma dodává světlomety do modelů jako Škoda Octavia A7, Škoda Yeti, VW Touran, VW Transporter nebo VW Multivan. Mezi další značky, pro které Automotive Lighting s.r.o. zajišťuje dodávku světlometů, patří Renault, Honda, Peugeot či třeba Porsche.

## Struktura firmy

### Oddělení vývoje
Vývojové oddělení Automotive Lighting v Jihlavě se podílí na všech fázích vývoje světlometů od koncepční fáze včetně designových studií, přes sériovou konstrukci zahrnující jak mechanický design, tak i specializované výpočty a simulace a kompletní vývoj elektroniky, až po uvolňovací procesy včetně výroby zkušebních vzorků. Součástí vývojového oddělení je zároveň správa dokumentace a správa vývojové IT oblasti.
Na průběhu zpracování každé zakázky spolupracuje 6 pododdělení, které sdružují dohromady okolo 200 zaměstnanců. Jsou to Mechanický design, Testování a validace, Elektronika, Výroba prototypů, Technická dokumentace a IT oddělení pro vývoj.

### Oddělení předvýroby
Na oddělení předvýroby se vyrábí jednotlivé části světlometů. K těm patří duroplasty, termoplasty a 3K čočky. Specifikují se lisovací formy a montážní zařízení nutná pro výrobu jednotlivých dílů světlometů. Část z nich pak ještě prochází vzhledovou úpravou, kde se na světlomety nanášejí ozdobné vrstvy či ochranné laky.
Oddělení předvýroby má 4 základní části: Oddělení nových projektů, Výroba krycích skel, Výroba termoplastových dílců a Výroba duroplastových reflektorů.

### Oddělení montáže
V oddělení montáže se montují dohromady jednotlivé části světlometů z předvýroby. Na montážních linkách se připravují jednotlivé díly a předmontované montážní skupiny. Poté se do těsnicích drážek nanáší těsnicí hmota a do ní se montuje krycí sklo.

### Logistika
Oddělení logistiky se zaměřuje na doručení objednaného zboží, splnění požadavků zákazníka a zajišťování dostatečného množství zásob přímo v montážních linkách. K dispozici je plně automatizovaný sklad, na který navazuje dopravníkový systém distribuce materiálu přímo k výrobním linkám.

### Aftermarket
Na výrobní ploše 5000 m2 se vyrábí a přepracovávají světlomety do již vyrobených a zavedených vozů. Ty jsou součástí takzvaného sekundárního trhu (Aftermarket). Světlomety a jejich součástky míří z hal ve Stříteži na trh s již vyrobenými a zavedenými typy vozů, jejichž produkce byla už ukončena. V rámci tohoto oddělení spolupracuje Marelli Automotive Lighting Jihlava s automobilkami BMW, Porsche, Audi, Volvo, Volkswagen aj.

### Oddělení bezpečnosti a životního prostředí
Oddělení bezpečnosti a životního prostředí má za úkol dohlížet na plnění environmentálních a energetických norem a na doržování zásad ochrany zdraví při práci.

## Vyráběné produkty a technologie
Marelli Automotive Lighting Jihlava používá při výrobě světlometů technologii Advance LED, která umožňuje automatické přepínání mezi 14 světelnými módy. Ty jsou korigované např. na základě rychlosti vozidla či detekce protijedoucích aut. Marelli Automotive Lighting Jihlava dále využívá technologii Basic LED, která má umožnit vysokou životnost světlometů, jež je delší než životnost celého vozu, nižší spotřebu energie, vyšší možnosti využití prostoru ve světlometech a s tím i větší možnosti tvarových úprav světlometů.
V roce 1991 byla Automotive Lighting s.r.o. první společností, která xenonová světla uvedla na trh.[zdroj?] Žádoucí vlastností xenonu je, že poskytuje o 200 % více světla než halogenový světlomet. Vyžaduje zároveň o cca třetinu méně energie a zároveň je schopen sloužit po dobu téměř celé životnosti automobilu. Halogenové žárovky byly do světlometů nasazovány od poloviny 60. let. V porovnání s dříve používanými technologiemi poskytují více světla i životnosti. Stále jsou používány pro všechny světelné funkce předních světel automobilů, jako jsou potkávací, dálková, mlhová a parkovací světla.